# Veronica Maggio

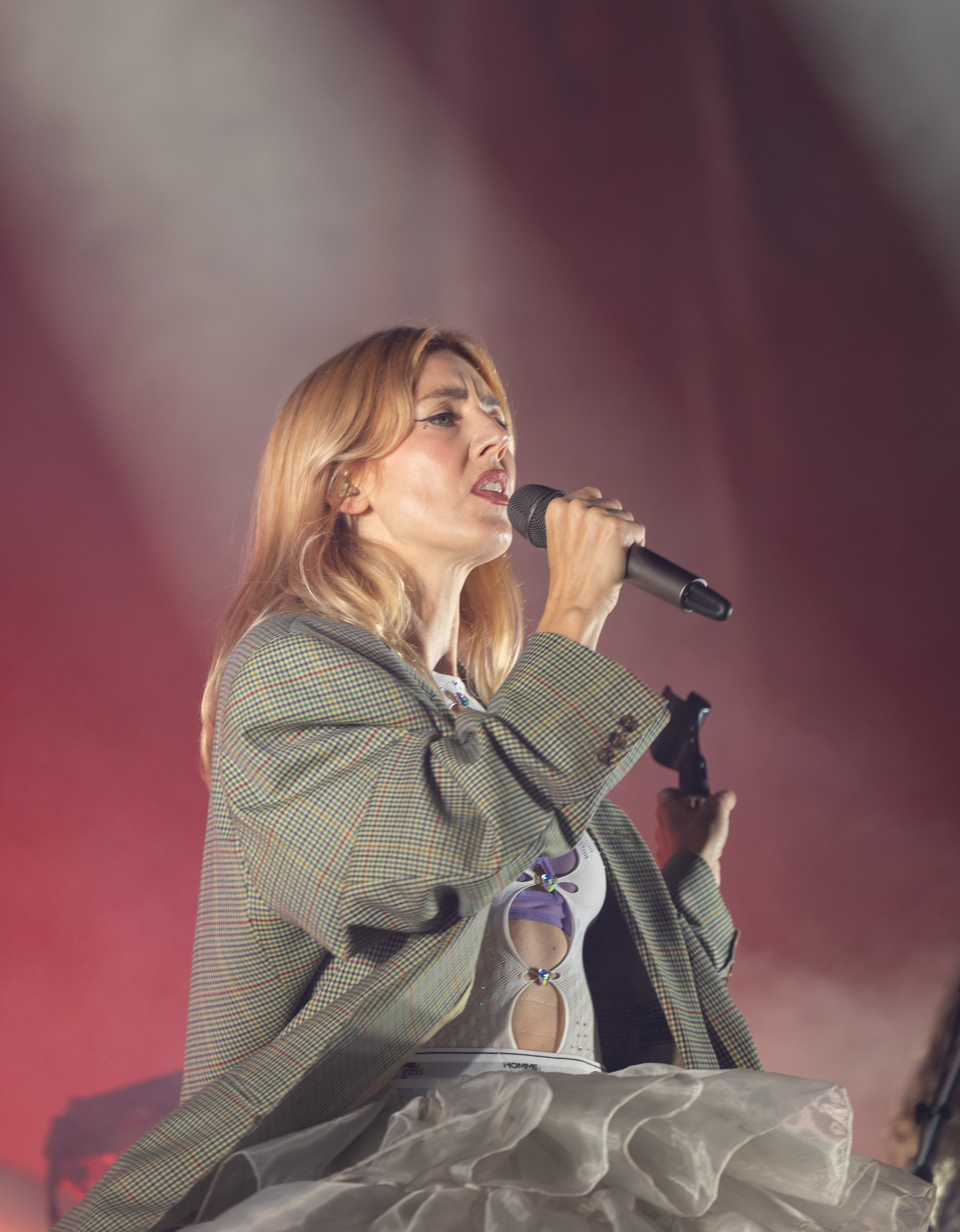
Maggio, 2024

Veronica Sandra Karin Maggio (* 15. März 1981 in Uppsala als Sandra Karin Veronica Bellemo) ist eine schwedische Sängerin. Sie zählt zu den erfolgreichsten Musikern Schwedens.

## Leben
Maggio ist die Tochter einer Schwedin und eines aus Venedig stammenden Italieners. Ihr Großvater mütterlicherseits war der Schriftsteller Sam Mohlin. Ihre Eltern ließen sich in ihrer früheren Kindheit scheiden. In Schweden wuchs sie gemeinsam mit ihrer Mutter und ihrem Halbbruder im Stadtviertel Rackarberget in Uppsala auf. Einen Teil ihrer Kindheit verbrachte sie in der Toskana. Als Sechsjährige begann sie damit, Gedichte zu schreiben. Ihr erstes Lied schrieb sie im Alter von zwölf Jahren.
In ihrer Jugend trug sie zunächst den Namen Bellemo. Im Alter von 17 Jahren nahm sie den Nachnamen ihrer Mutter an. Nach ihrem ersten Schuljahr am Gymnasium war sie als Au-pair in Österreich tätig. Anschließend kehrte sie nach Schweden zurück, wo sie ihren Schulabschluss machte.

### Ab 2000: Anfänge ihrer Musikkarriere
Zu Beginn der 2000er-Jahre lebte sie eine Zeit lang in Oslo, um sich dort mit ihrer Arbeit ihre Musikkarriere zu finanzieren. Auch nach ihrer erneuten Rückkehr nach Schweden schickte sie weiter Demos an Plattenlabels ein. Im Jahr 2006 gab sie mit Dumpa mig ihre Debütsingle heraus. Das Lied konnte sich in den schwedischen Singlecharts platzieren. Im selben Jahr veröffentlichte sie ihr Debütalbum Vatten och bröd und sie erhielt schließlich einen Vertrag. Für ihr Debütalbum erhielt sie im Jahr 2007 beim schwedischen Musikpreis Grammis eine Auszeichnung in der Newcomer-Kategorie.

### 2008–2010:Och vinnaren är...

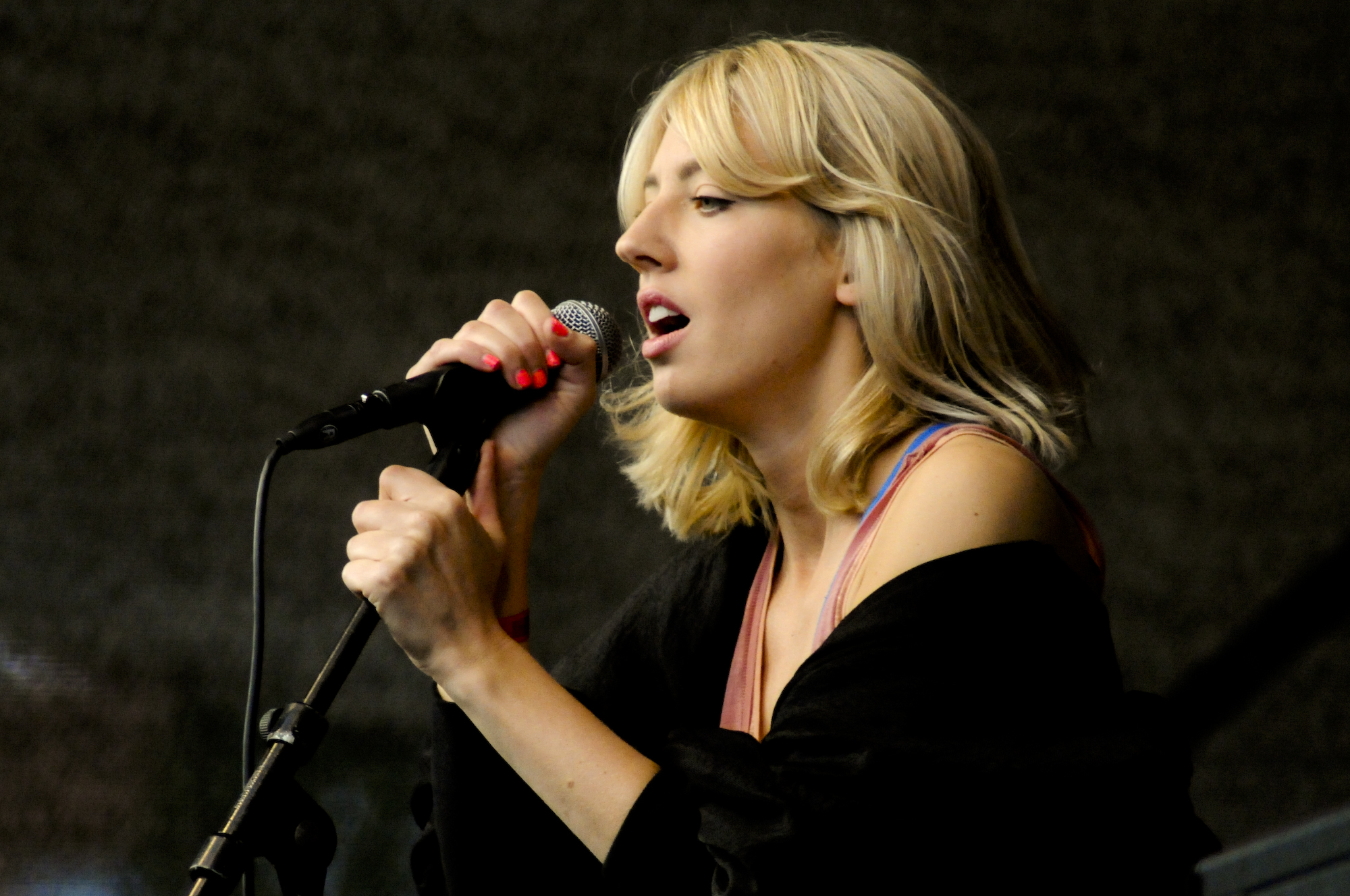
Veronica Maggio, 2008

Ihren größeren Durchbruch feierte sie schließlich mit ihrem zweiten Album Och vinnaren är... im Jahr 2008. Im Gegensatz zu ihrem ersten Album schrieb sie daran auch selbst mit. Für das Album erhielt sie im Jahr 2009 unter anderem eine Grammis-Nominierung in der Kategorie für das Album des Jahres.
Sowohl in Schweden als auch in Norwegen erreichte Och vinnaren är... den siebten Platz der Albumcharts. In Schweden konnte es sich insgesamt über 180 Wochen in den Charts halten. Mit dem auf dem Album enthaltenen Lied Måndagsbarn, das in Norwegen den ersten Platz der Singlecharts erreichte, hatte sie zudem erstmals eine Nummer-eins-Single.

### 2011–2012:Satan i gatan
Das im Februar 2011 herausgegebene Lied Jag kommer wurde Maggios erste Nummer-eins-Single in Schweden. Jag kommer wurde bei den beiden schwedischen Musikpreisen Rockbjörnen und Gaffa-Priset schließlich zum Lied des Jahres gekürt. Auch bei der Grammis-Verleihung im Jahr 2012 war es in der Kategorie für das Lied des Jahres nominiert.
Zwei Monate nach der Singleauskopplung kam das Album Satan i gatan heraus, das ihr erstes Nummer-eins-Album in Schweden wurde. Maggios Album stieg über die Jahre hinweg immer wieder in die Albumcharts ein und verbrachte dort insgesamt bereits über 350 Wochen. Auch in Norwegen konnte sie sich wieder mit dem Album in den Albumcharts platzieren. Mit der Veröffentlichung brach sie mehrere Rekorde, unter anderem gab Spotify bekannt, dass bis dahin noch nie jemand aus Schweden so viele Lieder in den Top 100 hatte. Auf Facebook wurde Satan i gatan das bis dahin in Schweden meist geteilte Album.
Neben ihrer Gewinn in der Kategorie für das Lied des Jahres wurde sie beim Rockbjörnen auch als Live-Künstlerin des Jahres ausgezeichnet. Beim Gaffa-Priset 2011 gewann sie in den Kategorien für schwedische Solokünstlerin und für das schwedische Album des Jahres. Bei der Grammis-Verleihung im Jahr 2012 erhielt Maggio für das Album drei Auszeichnungen, nämlich in der Pop-, Komponisten und Songwriter-Kategorie.

### 2013–2015:Handen i fickan fast jag bryr mig
Mit ihrem vierten Album, das im Oktober 2013 erschienenen Handen i fickan fast jag bryr mig, gelang Maggio in Schweden erneut ein Nummer-eins-Album. Wie Satan i gatan stieg auch Handen i fickan fast jag bryr mig mehrfach erneut in die Albumcharts ein, so dass es insgesamt schon über 500 Wochen in den schwedischen Albumcharts geführt wurde. In Norwegen erreichte das Werk wie ihr drittes Album den zweiten Platz in den Charts.
Bei der Grammis-Verleihung im Jahr 2014 erhielt sie für das Album die Auszeichnung in der Popkategorie. Des Weiteren erhielt Maggio dafür eine Nominierung in der Kategorie „Album das Jahres“. Das auf dem Album enthaltene Lied Sergels torg wurde zudem als „Lied des Jahres“ nominiert. Beim Radiomusikpreis P3 Guld wurde sie im Jahr 2014 für das Album in der Kategorie „Künstler des Jahres“ ausgezeichnet. Für das gemeinsam mit Håkan Hellström veröffentlichte Lied Hela huset erhielt sie beim Musikpreis Rockbjörnen zudem die Auszeichnung für das schwedische Lied des Jahres 2014.

### 2016–2020:Den första är alltid gratisundFiender är tråkigt

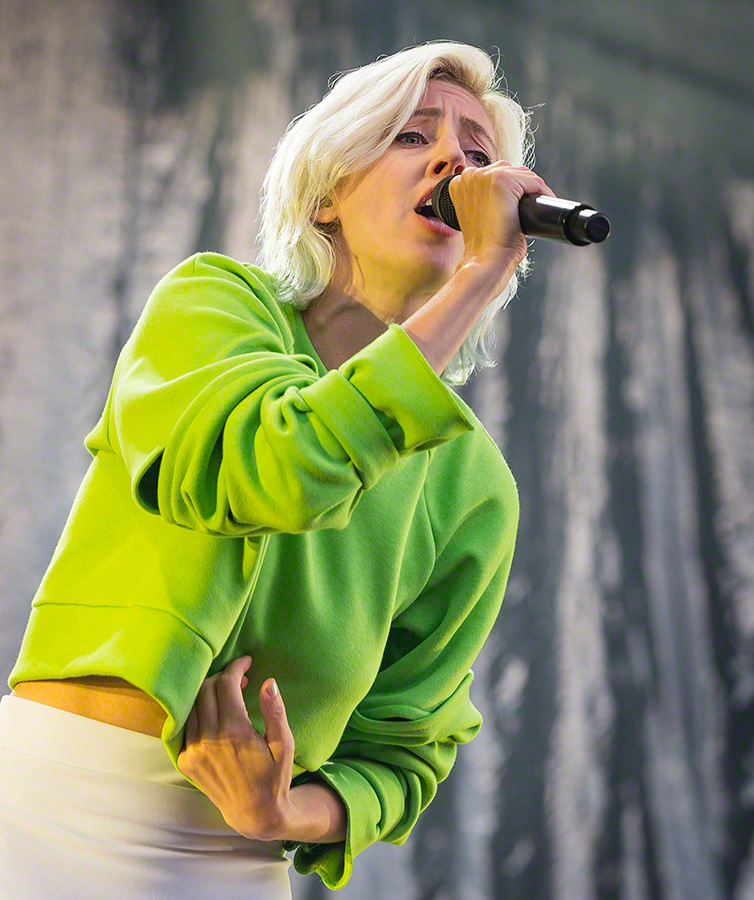
Maggio, 2016

Im Mai 2016 veröffentlichte sie das Album Den första är alltid gratis. Das Album konnte ebenfalls den ersten Platz der Albumcharts in Schweden erreichen. Im Jahr 2017 veröffentlichte sie ihre Biografie Allt är för bra nu.
Im Frühjahr 2019 hatte sie gemeinsam mit der Hip-Hop-Gruppe Hov1 den Nummer-eins-Hit Honstullsstrand. Ihr sechstes Album, Fiender är tråkigt, kam im Oktober 2019 heraus. Es avancierte ebenfalls zu einem Nummer-eins-Album in Schweden. Das Album brachte ihr beim Grammis-Musikpreis im Jahr 2020 eine Nominierung in der Kategorie „Künstler des Jahres“ ein. Ihr darin enthaltenes Lied Tillfälligheter, das sich über ein Jahr in den schwedischen Singlecharts halten konnte, war zudem als Lied des Jahres nominiert.

### Seit 2021:Och som vanligt händer det något hemskt
Im Oktober 2021 und Mai 2022 veröffentlichte sie das zweiteilige Album Och som vanligt händer det något hemskt. Im Jahr 2022 wurde sie die erste Person, die nur mit schwedischsprachiger Musik über eine Milliarde Streams auf Spotify erreichte. Im Jahr 2023 gehörten zwei ältere Alben von Maggio weiter zu den erfolgreichsten Alben des Jahres in Schweden: Satan i gatan aus dem Jahr 2011 war das dritterfolgreichste Album des Jahres, Handen i fickan fast jag bryr mig das fünfterfolgreichste. Auch 2024 waren beide Alben weiter in der Top 10.
Beim Radiomusikpreis P3 Guld wurde sie im Januar 2024 für ihr Lebenswerk in der Kategorie „Ikone“ ausgezeichnet. Im Jahr 2025 verkündete sie, dass sie ein Sabbatjahr in der Toskana eingelegt habe.

## Auszeichnungen
Gaffa-Priset
- 2011: „Schwedisches Album des Jahres“ (für Satan i gatan)
- 2011: „Schwedischer Hit des Jahres“ (für Jag kommer)
- 2011: „Schwedischer Solokünstler des Jahres“[14]

Grammis
- 2007: „Newcomer des Jahres“ (für Vatten och bröd)
- 2007: Nominierung in der Kategorie „Pop des Jahres, weiblich“ (für Vatten och bröd)[16]
- 2009: Nominierung in der Kategorie „Lied des Jahres“ (für Måndagsbarn)
- 2009: Nominierung in der Kategorie „Album des Jahres“ (für Och vinnaren är...)
- 2009: Nominierung in der Kategorie „Künstlerin des Jahres“ (für Och vinnaren är...)
- 2009: Nominierung in der Kategorie „Songwriter des Jahres“ (für Och vinnaren är...)[17]
- 2012: „Komponist des Jahres“ (für Satan i gatan, mit Christian Walz)
- 2012: „Pop des Jahres“ (für Satan i gatan)
- 2012: „Songwriter des Jahres“ (für Satan i gatan, mit Christian Walz)
- 2012: Nominierung in der Kategorie „Lied des Jahres“ (für Jag kommer)
- 2012: Nominierung in der Kategorie „Künstler des Jahres“ (für Satan i gatan)
- 2012: Nominierung in der Kategorie „Innovator des Jahres“ (für Satan i gatan)
- 2012: Nominierung in der Kategorie „Album des Jahres“ (für Satan i gatan)[18]
- 2014: „Pop des Jahres“ (für Handen i fickan fast jag bryr mig)
- 2014: Nominierung in der Kategorie „Album des Jahres“ (für Handen i fickan fast jag bryr mig)
- 2014: Nominierung in der Kategorie „Lied des Jahres“ (für Sergels torg)[19]
- 2020: Nominierung in der Kategorie „Künstler des Jahres“
- 2020: Nominierung in der Kategorie „Lied des Jahres“ (für Tillfälligheter)[20]
- 2023: „Pop des Jahres“ (für Och som vanligt händer det något hemskt)

P3 Guld
- 2014: „Künstler des Jahres“ (für Handen i fickan fast jag bryr mig)[21]
- 2015: „Guldmicken“[22]
- 2023: Nominierung in der Kategorie „Künstler/Band des Jahres“[23]
- 2024: „Ikone“
- 2024: „Liedzitat des Jahres“ (für Under någon ny, mit Miriam Bryant)[12]

Rockbjörnen
- 2011: „Lied des Jahres“ (für Jag kommer)
- 2011: „Live-Künstlerin des Jahres“[24]
- 2014: „Schwedisches Lied des Jahres“ (für Hela huset, mit Håkan Hellström)[25]

## Diskografie

### Alben
| Jahr | Titel                                                 | Höchstplatzierung, Gesamtwochen, AuszeichnungChartplatzierungen (Jahr, Titel, Platzierungen, Wochen, Auszeichnungen, Anmerkungen) | Höchstplatzierung, Gesamtwochen, AuszeichnungChartplatzierungen (Jahr, Titel, Platzierungen, Wochen, Auszeichnungen, Anmerkungen) | Anmerkungen                             | [↑]: gemeinsam behandelt mit vorhergehendem Eintrag; [←]: in beiden Charts platziert |
| Jahr | Titel                                                 | SE | NO | Anmerkungen                             |                                                                                      |
| ---- | ----------------------------------------------------- | --- | --- | --------------------------------------- | ------------------------------------------------------------------------------------ |
| 2006 | Vatten och bröd                                       | SE14 (14 Wo.)SE | — | Erstveröffentlichung: 6. September 2006 |                                                                                      |
| 2008 | Och vinnaren är                                       | SE7 Platin · (… Wo.)SE | NO7 Platin · (24 Wo.)NO | Erstveröffentlichung: 26. März 2008     |                                                                                      |
| 2011 | Satan i gatan                                         | SE1 ×3Dreifachplatin · (… Wo.)SE                                                                                                  | NO2 (… Wo.)NO | Erstveröffentlichung: 27. April 2011    |                                                                                      |
| 2013 | Handen i fickan fast jag bryr mig                     | SE1 ×2Doppelplatin · (… Wo.)SE | NO2 (… Wo.)NO | Erstveröffentlichung: 4. Oktober 2013   |                                                                                      |
| 2016 | Den första är alltid gratis                           | SE1 Platin · (… Wo.)SE | NO6 (3 Wo.)NO | Erstveröffentlichung: 6. Mai 2016       |                                                                                      |
| 2019 | Fiender är tråkigt                                    | SE1 Platin · (… Wo.)SE | NO40 (1 Wo.)NO | Erstveröffentlichung: 25. Oktober 2019  |                                                                                      |
| 2021 | Och som vanligt händer det något hemskt (Kapitel 1)   | SE5 (48 Wo.)SE | — | Erstveröffentlichung: 29. Oktober 2021  |                                                                                      |
| 2022 | Och som vanligt händer det något hemskt[SE: ↑][NO: ↑] | SE5 (48 Wo.)SE | — | Erstveröffentlichung: 20. Mai 2022      |                                                                                      |

### Singles
| Jahr | Titel Album                                                       | Höchstplatzierung, Gesamtwochen, AuszeichnungChartplatzierungen (Jahr, Titel, Album, Platzierungen, Wochen, Auszeichnungen, Anmerkungen) | Höchstplatzierung, Gesamtwochen, AuszeichnungChartplatzierungen (Jahr, Titel, Album, Platzierungen, Wochen, Auszeichnungen, Anmerkungen) | Anmerkungen                                                      |
| Jahr | Titel Album                                                       | SE | NO | Anmerkungen                                                      |
| --- | ----------------------------------------------------------------- | --- | --- | ---------------------------------------------------------------- |
| 2006 | Dumpa mig Vatten och bröd                                         | SE14 (11 Wo.)SE | — | Erstveröffentlichung: 20. März 2006                              |
| 2006 | Nöjd? Vatten och bröd                                             | SE6 (13 Wo.)SE | — | Erstveröffentlichung: 5. Juli 2006                               |
| 2008 | Måndagsbarn Och vinnaren är…                                      | SE23 Gold · (30 Wo.)SE | NO1 (13 Wo.)NO | Erstveröffentlichung: 11. Februar 2008 · DK: Gold                |
| 2008 | Stopp Och vinnaren är…                                            | SE30 (5 Wo.)SE | — | Erstveröffentlichung: 6. Mai 2008                                |
| 2009 | 17 år Och vinnaren är…                                            | SE19 Gold · (… Wo.)SE | — | Erstveröffentlichung: 2009                                       |
| 2010 | Längesen En räddare i nöden                                       | SE2 ×6Sechsfachplatin · (51 Wo.)SE | — | Erstveröffentlichung: 28. Juni 2010 Petter feat. Veronica Maggio |
| 2011 | Jag kommer Satan i gatan                                          | SE1 ×7Siebenfachplatin · (153 Wo.)SE | NO12 (10 Wo.)NO | Erstveröffentlichung: 11. Februar 2011                           |
| 2011 | Välkommen in Satan i gatan                                        | SE2 ×3Dreifachplatin · (… Wo.)SE | — | Erstveröffentlichung: 6. Juni 2011                               |
| 2012 | Mitt hjärta blöder Satan i gatan                                  | SE5 (31 Wo.)SE | — | Erstveröffentlichung: 15. Februar 2012                           |
| 2013 | Sergels torg Handen i fickan fast jag bryr mig                    | SE6 Platin · (32 Wo.)SE | — | Erstveröffentlichung: 20. August 2013                            |
| 2016 | Den första är alltid gratis                                       | SE16 (10 Wo.)SE | — | Erstveröffentlichung: 17. März 2016                              |
| 2016 | Ayahuasca Den första är alltid gratis                             | SE35 Platin · (4 Wo.)SE | — | Erstveröffentlichung: 28. April 2016                             |
| 2016 | Vi mot världen Den första är alltid gratis                        | SE10 (19 Wo.)SE | — | Erstveröffentlichung: 2. Mai 2016                                |
| 2018 | 20 Questions (From Bergman’s Reliquary) –                         | SE29 (8 Wo.)SE | — | Erstveröffentlichung: 2018                                       |
| 2019 | Kurt Cobain Fiender är tråkigt                                    | SE4 (24 Wo.)SE | — | Erstveröffentlichung: 2019                                       |
| 2019 | Tillfälligheter Fiender är tråkigt                                | SE4 (69 Wo.)SE | — | Erstveröffentlichung: 3. Mai 2019                                |
| 2019 | 5 minuter –                                                       | SE7 (10 Wo.)SE | — | Erstveröffentlichung: 9. August 2019                             |
| 2021 | Se mig Och som vanligt händer det något hemskt                    | SE5 Platin · (23 Wo.)SE | — | Erstveröffentlichung: 28. Mai 2021                               |
| 2021 | Nu stannar vi på marken –                                         | SE45 (1 Wo.)SE | — | Erstveröffentlichung: 18. Juni 2021                              |
| 2021 | Varsomhelst / Närsomhelst Och som vanligt händer det något hemskt | SE13 (9 Wo.)SE | — | Erstveröffentlichung: 3. September 2021                          |
| 2021 | På en buss Och som vanligt händer det något hemskt                | SE26 (3 Wo.)SE | — | Erstveröffentlichung: 22. Oktober 2021                           |
| 2022 | Höghusdrömmar Och som vanligt händer det något hemskt             | SE22 (3 Wo.)SE | — | Erstveröffentlichung: 18. März 2022                              |
| 2022 | 070-xxxx xxx Och som vanligt händer det något hemskt              | SE57 (1 Wo.)SE | — | Erstveröffentlichung: 18. März 2022                              |
| 2022 | Heaven med dig Och som vanligt händer det något hemskt            | SE18 (20 Wo.)SE | — | Erstveröffentlichung: 13. Mai 2022                               |
| 2023 | Under någon ny Okej att dö                                        | SE4 (31 Wo.)SE | — | Erstveröffentlichung: 10. Februar 2023 mit Miriam Bryant         |
| 2023 | Occhi D’Amore –                                                   | SE7 Platin · (15 Wo.)SE | — | Erstveröffentlichung: 2. Juni 2023 mit NOTD                      |
| 2023 | Det kommer aldrig va över för mig –                               | SE1 (16 Wo.)SE | — | Erstveröffentlichung: 20. Oktober 2023                           |
| 2025 | Inte bra i grupp –                                                | SE21 (… Wo.)SE | — | Erstveröffentlichung: 25. April 2025                             |
| 2025 | Level Up –                                                        | SE55 (5 Wo.)SE | — | Erstveröffentlichung: 13. Juni 2025                              |
| Folgende Lieder erschienen nicht als Single, wurden aber durch das Album zum Download und Streaming bereitgestellt und konnten somit eine Platzierung erlangen: |                                                                   | | |                                                                  |
| |                                                                   | | |                                                                  |
| 2011 | Satan i gatan                                                     | SE2 ×3Dreifachplatin · (49 Wo.)SE | — |                                                                  |
| 2011 | Snälla bli min Satan i gatan                                      | SE6 (30 Wo.)SE | — |                                                                  |
| 2011 | Inga kläder Satan i gatan                                         | SE12 (33 Wo.)SE | — |                                                                  |
| 2011 | Vi kommer alltid ha Paris Satan i gatan                           | SE18 (8 Wo.)SE | — |                                                                  |
| 2011 | Sju sorger Satan i gatan                                          | SE18 (18 Wo.)SE | — |                                                                  |
| 2011 | Alla mina låtar Satan i gatan                                     | SE24 (8 Wo.)SE | — |                                                                  |
| 2011 | Finns det en så finns det flera Satan i gatan                     | SE27 (8 Wo.)SE | — |                                                                  |
| 2011 | Lördagen den femtonde mars Satan i gatan                          | SE30 (7 Wo.)SE | — |                                                                  |
| 2013 | Dallas Handen i fickan fast jag bryr mig                          | SE32 (4 Wo.)SE | — |                                                                  |
| 2013 | Jag lovar Handen i fickan fast jag bryr mig                       | SE16 (5 Wo.)SE | — |                                                                  |
| 2013 | Va klar Handen i fickan fast jag bryr mig                         | SE15 (5 Wo.)SE | — |                                                                  |
| 2013 | Bas gillar hörn Handen i fickan fast jag bryr mig                 | SE33 (4 Wo.)SE | — |                                                                  |
| 2013 | Hädanefter Handen i fickan fast jag bryr mig                      | SE12 (8 Wo.)SE | — |                                                                  |
| 2013 | Låtsas som det regnar Handen i fickan fast jag bryr mig           | SE14 (5 Wo.)SE | — |                                                                  |
| 2013 | Mörkt Handen i fickan fast jag bryr mig                           | SE19 (4 Wo.)SE | — |                                                                  |
| 2013 | Trädgården en fredag Handen i fickan fast jag bryr mig            | SE21 (… Wo.)SE | — |                                                                  |
| 2013 | I min bil Handen i fickan fast jag bryr mig                       | SE17 (18 Wo.)SE | NO4 (8 Wo.)NO |                                                                  |
| 2013 | Hela huset Handen i fickan fast jag bryr mig                      | SE8 ×3Dreifachplatin · (86 Wo.)SE | — | mit Håkan Hellström                                              |
| 2016 | Dom sa! Den första är alltid gratis                               | SE71 (2 Wo.)SE | — |                                                                  |
| 2016 | Femton Den första är alltid gratis                                | SE74 (1 Wo.)SE | — |                                                                  |
| 2016 | Gjord av sten Den första är alltid gratis                         | SE75 (1 Wo.)SE | — |                                                                  |
| 2016 | Svart sommar Den första är alltid gratis                          | SE78 (1 Wo.)SE | — |                                                                  |
| 2016 | Play och sen repeat Den första är alltid gratis                   | SE79 (1 Wo.)SE | — |                                                                  |
| 2019 | Hornstullsstrand Vindar på Mars                                   | SE1 ×6Sechsfachplatin · (41 Wo.)SE | — | Hov1 feat. Veronica Maggio                                       |
| 2019 | Solen har gått ner Fiender är tråkigt                             | SE12 (21 Wo.)SE | — |                                                                  |
| 2019 | En timme till Fiender är tråkigt                                  | SE18 (3 Wo.)SE | — |                                                                  |
| 2019 | Jag kastar bort mitt liv Fiender är tråkigt                       | SE38 (1 Wo.)SE | — |                                                                  |
| 2019 | Fiender är tråkigt                                                | SE29 (7 Wo.)SE | — |                                                                  |
| 2019 | Där hjärtat satt förut Fiender är tråkigt                         | SE31 (4 Wo.)SE | — |                                                                  |
| 2021 | Daddy Issues Och som vanligt händer det något hemskt              | SE53 (1 Wo.)SE | — |                                                                  |
| 2022 | Låt mig gå Och som vanligt händer det något hemskt                | SE19 (3 Wo.)SE | — |                                                                  |

Weitere Singles
- 2006: Havanna mamma (Vatten och bröd) iTunes-Single
- 2007: Inga problem (Remix) (Är) Snook feat. Petter